# Kékgyűrűs tengerikígyó
A kékgyűrűs tengerikígyó (Hydrophis cyanocintus) a hüllők osztályába a pikkelyes hüllők rendjébe a kígyók alrendjébe és tengerikígyó-félék családjába tartozó faj.

## Előfordulás
Az Indiai- és a Csendes-óceánban fordul elő.